# 伊安·麥克勞德
伊安·麥克勞德（英語：Iain Macleod，1913年11月11日—1970年7月20日）是英國保守黨政治家，曾擔任衛生大臣、殖民地事務大臣。

## 生平
他在1945年大選中參加西部群島選區，只獲得2756票。
1946年，他加入保守黨議會秘書處，後來合併為保守黨研究部。在這裡，他與伊諾克·鮑威爾成為好友，但是兩人於1968年血河演說中發生衝突。
擔任影子大臣期間，伊安·麥克勞德於1967年幫助無家可歸者。
1970年6月20日，保守黨選舉爆冷獲勝後，伊安·麥克勞德被任命為財政大臣。然而，在1970年7月7日，他因闌尾炎入院。他出院後，在7月20日心臟病發，在下午11點35分死亡，乃英國二戰後任期最短的財相。